# Al Massrieen
Al Massrieen (المصريين) est un groupe égyptien de musique pop, actif au cours des années 1970 et 1980. Son œuvre, essentiellement dispersée sur des cassettes, a été compilée par le label allemand Jakarta Records/Habibi Funk dans l'album Modern Music (2017).
Le fondateur du groupe, Hany Shenoda, se serait vu conseiller de donner un son moderne à sa production par l'écrivain Naguib Mahfouz. Al Massrieen tire ses influences de la musique disco, psych rock et jazz.

## Membres du groupe originel
- Hany Shenoda (هاني شنودة)[3]
- Mona Aziz (منى عزيز)
- Iman Younis (إيمان يونس)
- Tahsin Zalmaz (تحسين يلمظ)
- Mamdouh Qasem (ممدوح قاسم)
- Omar Fatih (عمر فتحي)

## Discographie
- Longa 79
- Habibi Funk 006: Modern Music (2017)